# 겨드랑이 페티시즘
겨드랑이 페티시즘(영어: armpit fetishism)은 이성 또는 자신의 겨드랑이에 시각적, 후각적으로 매우 강한 유혹을 느끼는 페티시즘의 일종이다.

## 같이 보기
- 성도착 목록
- 비삽입성교
- 애무